# ジーマ・ビラーン
ジーマ・ビラーン(ロシア語:Ди́ма Била́н、1981年12月24日 - )は、ロシアの歌手である。本名はヴィークトル・ニコラーエヴィチ・ベラーン(Ви́ктор Никола́евич Бела́нヴィークタル・ニカラーイェヴィチュ・ビラーン)で、カラチャイ・チェルケス共和国の生まれ。ロシア語圏では高い人気を誇っており、ユーロビジョン・ソング・コンテストへは2度の出場を果たしている。カバルダ・バルカル共和国の人民芸術家と功労芸術家の名誉称号を持つ。日本語では「ディマ・ビラン」の表記も多く見られ揺れが多い。

## 概要
ヴィークトル・ベラーンは、1981年12月24日に、当時はソ連・ロシア共和国に含まれていたカラチャイ・チェルケス共和国のウスチ＝ジェグタで生まれた。1歳のときに一家はナーベレジュヌィエ・チェルヌィーに転居し、6歳のときにカバルダ・バルカル共和国のマイスキーへ転居した。ヴィークトルは、マイスキーにて音楽学校を卒業した。最初に出場したコンクールは、「マラドィーイェ・ガラサー・カフカーザ / カフカースの若い声」(«Молодые голоса Кавказа»)であった。その後、グネーシン姉妹記念国立音楽院の声楽科を卒業した。
ヴィークトルは「ジーマ・ビラーン」という芸名で歌手活動を開始し、2002年に開催されたロシア・ラトビアのフェスティバル「ノーヴァヤ・ヴァルナー / 新しい波」(«Новая Волна»)で第4位を獲得し、デビューを果たした。2003年には、デビューアルバムとなる『ナチュノーイ・フリガーン / 夜のならず者』(«Ночной Хулиган»)を発表した。2004年には大きなブームを巻き起こした「ナ・ビリグー・ニェーバ / 空の岸辺で」(«На Берегу Неба»)を発表した。
音楽プロデューサーはユーリイ・アイゼンシュピースが担当した。ジーマ・ビラーンが初めてユーロビジョン・ソング・コンテストに挑戦したのは2005年のことで、「ニ・トー / そうじゃない」(«Не то»)を歌いロシア予選で第2位を獲得した。2005年12月には、「トィー・ダルジュナー・リャーダム・ブィーチ / 君は傍にいなければならない」(«Ты должна рядом быть»)でサンクトペテルブルクとアルマ＝アタで2つのゾロトイ・グラモフォン賞を獲得した。音楽プロジェクト「ノーヴィイェ・ピェースニ・ア・グラーヴナム / 大事なことの新しい歌」(«Новые песни о главном»)では、ペールヴイ・カナール賞獲得した。Ramblerの投票では、ジーマはショー・ビジネスにおけるこの年の代表者に選ばれた。
2005年末には、ジーマはアメリカ合衆国のエージェントから『ピーター・パン』の音楽会に参加するため招待された。12月にはまた植物園で抒情詩風のクリップ『ヤー・チビャー・ポームニュ / 私は君を覚えている」(«Я Тебя Помню»)を撮影した。2006年3月14日はキエフで行われた「ザラターヤ・シャルマーンカ / 金の手風琴」(«Золотая Шарманка»)と「ミジュドゥナロードヌィイェ・ヴァズナグラジュジェーニヤ・ムスィキー / 国際音楽報償」(«Международные Вознаграждения Музыки»)では、「年間歌手」に選出された。このときには、「ネヴァー・レット・ユー・ゴー」(«Never Let You Go»)が歌われた。
2006年3月には、ペールヴイ・カナールによってジーマはユーロビジョン・ソング・コンテスト2006におけるロシア代表に選出された。「ネヴァー・レット・ユー・ゴー」を歌ったジーマは決勝で2位を獲得し、当時ロシア代表の最高記録であった2000年のアルスーによる2位に並んだ。
2007年にはアメリカの音楽プロデューサー、ティンバランドプロデュース曲「Number One Fan」を発表した。
2008年3月にはジーマは再びロシア代表に選出され、ユーロビジョン・ソング・コンテスト2008に出場した。ジーマはフィギュアスケート選手のエフゲニー・プルシェンコ、ハンガリーのヴァイオリニストであるエドウィン・マートンが登場するパフォーマンスの中、「ビリーヴ」(«Believe»)を歌い、優勝した。